# Cdp.pl
Cdp.pl (eerder bekend als CD Projekt) is een Poolse uitgever en distributeur van computerspellen en films. Het bedrijf werd in mei 1994 opgericht door de twee schoolvrienden Marcin Iwiński en Michał Kiciński en was de eerste uitgever van computerspellen op cd-rom in Polen. Het is een dochteronderneming van CD Projekt, naar de voormalige naam van cdp.pl.

## Geschiedenis
Het bedrijf droeg oorspronkelijk de naam CD Projekt. In 2002 begon het bedrijf met het uitgeven van computerspellen in Tsjechië, Slowakije en Hongarije. Op 6 oktober 2005 werd gram.pl opgericht, een portaal voor de koop en verkoop van computerspellen. De kopers krijgen bij aankoop een levenslange garantie, de website werd later verkocht. In februari 2008 werd Metropolis Software overgenomen. Een paar maand later, op 10 juli 2008 werd GOG.com aangekondigd, een dienst voor het online kopen van DRM-vrije klassieke computerspellen. Sinds 2009 verkoopt het bedrijf ook dvd's en blu-ray's.
Op 21 september 2012 werd de naam van het bedrijf veranderd naar Cdp.pl. Het bedrijf is de officiële Poolse distributeur van onder andere Activision, Blizzard Entertainment, Codemasters, Sega en The Walt Disney Company.